# Раффлезия Арнольда
Раффле́зия А́рнольда (лат. Rafflésia arnóldii) — вид растений-паразитов из рода Раффлезия (Rafflesia) семейства Раффлезиевые (Rafflesiaceae), типовой вид этого рода. Цветки раффлезии являются одними из наиболее крупных на планете: их диаметр 60—100 см, а масса — до 9 кг.

## Название
Правильное название таксона на русском языке — Раффлезия А́рнольда; вид был назван в честь Джозефа Арнольда (англ. Joseph Arnold) (1782—1818), английского врача и натуралиста, работавшего в 1818 году на Суматре в экспедиции сэра Томаса Стэмфорда Раффлза (1781—1826). Растение было обнаружено местным проводником, работавшим с доктором Арнольдом, в дождевых лесах юго-западной части этого острова.
В некоторых русскоязычных источниках приводится неверное русское название таксона «Раффлезия Арно́льди». Это, в частности, может быть связано и с тем, что по видовому эпитету научного названия — arnoldii — затруднительно определить исходную форму фамилии: это может быть и Arnold, и Arnoldi.
Также встречаются названия «трупная лилия» и «цветок лотоса» (индон. bunga patma).

## Биологическое описание
Раффлезия встречается во влажных тропических лесах в местах произрастания лиан из рода Тетрастигма (Tetrastigma) семейства Виноградовые (Vitaceae). Как и некоторые другие растения-паразиты, раффлезия не имеет выраженного стебля, листьев и даже корней, получая питательные вещества из организма хозяина.
Цветки раффлезии Арнольда обоеполые, красновато-коричневой окраски, достаточно массивные и имеют специфический аромат тухлого мяса, привлекающий насекомых (основные опылители — лесные мухи). Цветение продолжается несколько дней, созревание бутона длится в течение нескольких месяцев.
Плоды имеют форму ягод и содержат многочисленные семена. Распространение семян осуществляется как крупными млекопитающими (например, слонами, к ступням которых приклеиваются раздавленные ягоды), так и насекомыми (например, муравьями).

## Распространение
Ареал вида ограничен островами Суматра и Калимантан (другие виды раффлезии встречаются и в других районах Юго-Восточной Азии, включая Филиппины; многие виды этого рода находятся под угрозой исчезновения).
В связи с массовой вырубкой лесов места произрастания раффлезии существенно сокращаются.